# Хемометрика
Хемометрика (от англ. chemistry — «химия», и -metrics как в «эконометрике» или «психометрии») — раздел аналитической химии, ставящий целью получение химических данных с помощью математических методов обработки и добычи данных.
Хемометрический подход к анализу данных в последнее время все активнее применяется для решения различных задач. Основанная изначально для использования математических методов в химии, сейчас хемометрика широко используется и в смежных областях науки: физике, биологии, медицине, везде, где есть необходимость в анализе большого количества данных и поиске различного рода закономерностей.
Термин «хемометрика» был впервые использован Сванте Волдом, профессором органической химии в Университете Умео, Швеция, в заявке на грант 1971 года.

## Варианты определений
- Одно из наиболее популярных принадлежит Д. Массарту (D.L. Massart: Chemometrics: a textbook, Elsevier, NY, 1988) и звучит как:

«Хемометрика — это химическая дисциплина, применяющая математические, статистические и другие методы, основанные на формальной логике, для построения или отбора оптимальных методов измерения и планов эксперимента, а также для извлечения наиболее важной информации при анализе экспериментальных данных»
- В проекте Устава Российского хемометрического общества даётся следующее определение хемометрики:

«Хемометрика — это научная дисциплина, находящаяся на стыке химии и математики, предметом которой являются математические методы изучения химических явлений»
- В Aberystwyth Chemometrics предлагается более широкое определение:

«Chemometrics is the discipline concerned with the application of statistical and mathematical methods to chemical data (Martens & Næs, 1989)»
- На WEB-site School of Chemistry at the University of Bristol имеется следующее определение:

Chemometrics which is «the application of computational and mathematical methods to the solution of problems in chemical data analysis»
- Web-site Pacific Northwest Laboratories дает другое определение хемометрики:

«Chemometrics is the science of relating measurements made on a chemical system or process to the state of the system via application of mathematical or statistical methods»
Одной из основных областей применения хемометрики является инфракрасная спектроскопия : ближнего и среднего инфракрасного диапазона в различных подходах (мульти/гиперспектральных, пространственных или нет).